# فونیا نو واتامارو
فونیا نو واتامارو (به ژاپنی: 文室綿麻呂 ふんや の わたまろ); ۱ ژانویهٔ ۰۷۵۶ – ۱۷ اوت ۰۸۲۳) سامورایی یک ژنرال و شوگون در دوره هی‌آن اهل ژاپن بود.